# Jungle World

Sigla „Jungle world”

Jungle World este un ziar politic care apare săptămânal în Berlin din anul 1997. In el apar articole scrise în limba germană în care se dezbat în mod pluralist și teme nedogmatice cu orientare de stânga.